# Sebastian Knüpfer
Sebastian Knüpfer, také Knüpffer, (6. září 1633 Aš – 10. října 1676 Lipsko) byl hudební skladatel a chrámový hudebník.

## Život a dílo
Syn ašského kantora a varhaníka Johanna Knüpfera získal první školení od svého otce. Traduje se, že ve svých deseti letech byl v Aši varhaníkem. V letech 1646 až 1654 navštěvoval střední školu v Řeznu. Později odešel do Lipska, kde studoval filozofii mimo jiné u Johanna Adama Schertzera. V roce 1657 vystřídal v Thomanerchoru ve funkci Thomaskantora Tobiase Michaela. Kolem Knüpfera se vytvořil okruh respektovaných hudebníků. Kromě hudebních aktivit se prosadil také jako filolog. V roce 1658 se oženil s Marií Sabinou Hagen, se kterou měl tři syny a dvě dcery.
Většina Knüpferových děl nebyla nikdy vytištěna. Psal moteta, duchovní koncerty, kantáty a mše. V roce 1663 se v tisku objevila sbírka madrigalů a canzonett.
Koncem 20. století byly vydány CD nahrávky Knüpferových děl.